# Guran
Guran ist eine französische Gemeinde mit 58 Einwohnern (Stand 1. Januar 2022) im Département Haute-Garonne in der Region Okzitanien (zuvor Midi-Pyrénées). Die Einwohner werden als Guranais bezeichnet.

## Geographie
Umgeben wird Guran von den fünf Nachbargemeinden: 
|      | Bachos                                      |           |
| Sost | Kompassrose, die auf Nachbargemeinden zeigt | Burgalays |
|      | Lège                                        | Baren     |

## Bevölkerungsentwicklung
| Jahr                       | 1962 | 1968 | 1975 | 1982 | 1990 | 1999 | 2006 | 2011 | 2017 |
| -------------------------- | ---- | ---- | ---- | ---- | ---- | ---- | ---- | ---- | ---- |
| Einwohner                  | 81   | 65   | 56   | 41   | 30   | 45   | 56   | 47   | 44   |
| Quellen: Cassini und INSEE |      |      |      |      |      |      |      |      |      |

## Sehenswürdigkeiten

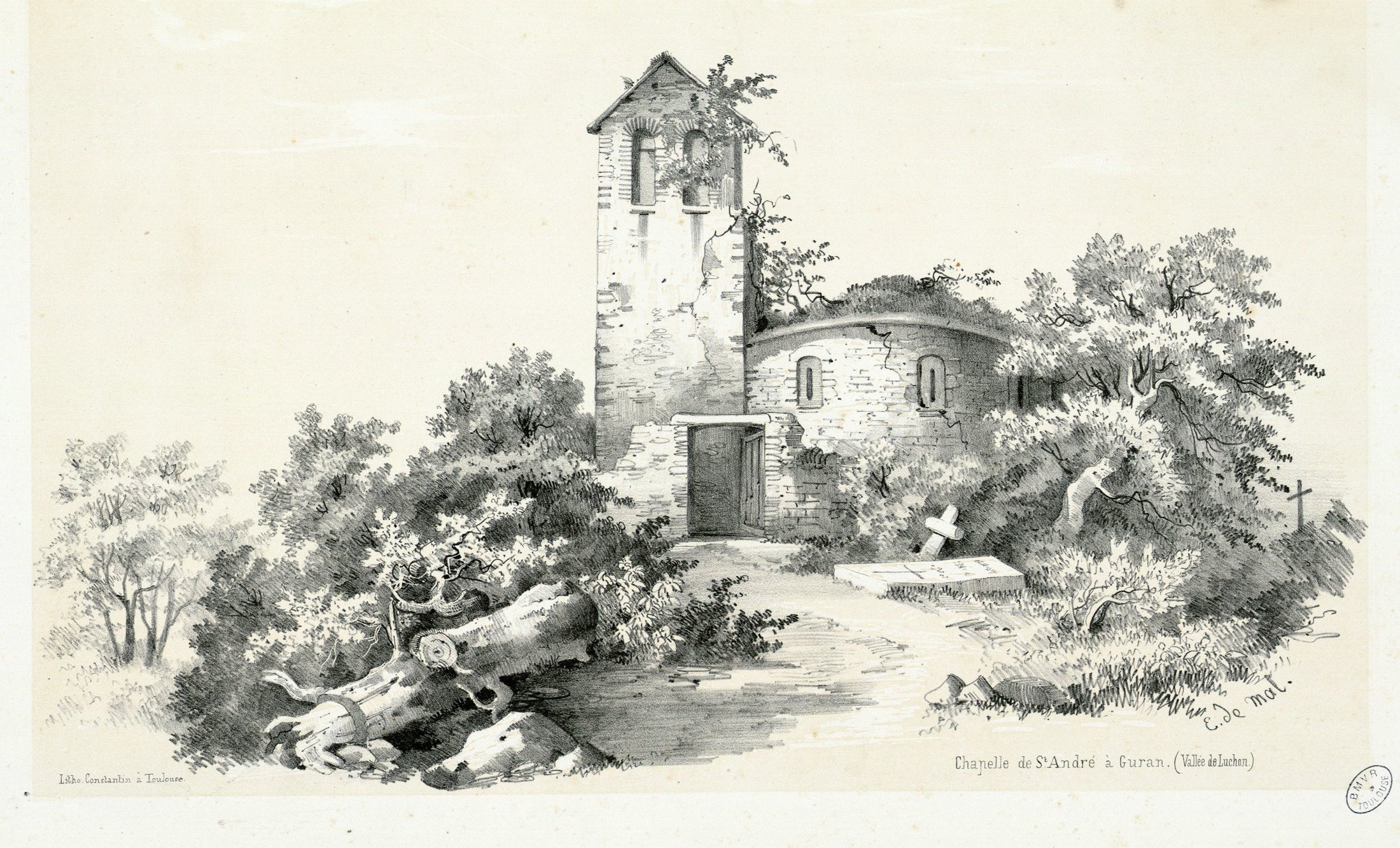
Kapelle St-André

Siehe auch: Liste der Monuments historiques in Guran
- Kapelle St-André
- Schloss